# Everglades (Florida)
Everglades is een plaats (city) in de Amerikaanse staat Florida, en valt bestuurlijk gezien onder Collier County.

## Demografie
Bij de volkstelling in 2000 werd het aantal inwoners vastgesteld op 479.
In 2006 is het aantal inwoners door het United States Census Bureau geschat op 615, een stijging van 136 (28.4%).

## Geografie
Volgens het United States Census Bureau beslaat de plaats een oppervlakte van
3,1 km², waarvan 2,4 km² land en 0,7 km² water.

## Plaatsen in de nabije omgeving
De onderstaande figuur toont nabijgelegen plaatsen in een straal van 40 km rond Everglades.